# Bỏ túi
Bỏ túi, hay chiến thuật bỏ túi, là một chiến thuật vây bọc trong chiến tranh, với hình thức tiến công cô lập một bộ phận quân đối phương trên chiến trường, tách họ khỏi các đơn vị quân nhà khác của họ, cắt các đường hậu cần.
Đây là một hình thức bao vây nhưng không chặt chẽ như vây hãm, bao vây theo cách này là biến động do quân đối phương vẫn có thể tổ chức chi viện để nối lại hậu cần cho đội quân bị cô lập của họ. Khác với yếu tố "tĩnh" của việc vây hãm một pháo đài, quân tấn công lẫn quân bị bao vây luôn trong yếu tố "động" của chiến đấu cơ động, phần "miệng túi" có thể mở lại hoặc đóng kín cho số phận quân bị bao vây phụ thuộc các diễn biến liên tục trên chiến trường. Trong quân đội Đức, "bỏ túi" được gọi là Kessel (cái vạc hay nồi hầm) là mức bao vây nhỏ so với mức bao vây lớn hơn là đánh gọng kìm (Zangenangriff).